# Stella nascente
Stella nascente è ventinovesimo album in studio della cantante italiana Ornella Vanoni, pubblicato nel 1992.

## Il disco
Al disco partecipa la stessa Ornella in veste di autrice, cosa che aveva iniziato a fare a inizio anni ottanta, di alcuni brani tra cui Perduto.
Il singolo di traino Stella nascente fu usato come sigla dell’edizione italiana della telenovela La signora in rosa.

## Tracce
Disco 1/CD 1
1. Stella nascente - 3:35 - (Mogol/ Mario Lavezzi)
2. Vulnerabile in amore - 3:42 - (Alessandro Bono)
3. Ci vorresti tu - 4:34 - (Mogol / Mario Lavezzi)
4. Non era presto per chiamarti amore - 3:17 - (Grazia Di Michele)
5. Il tempo - 3:03 - (Ornella Vanoni / Alessandro Bono / Ferdinando Arnò)
6. Che storia sarà - 5:30 - (Maurizio Piccoli/Ornella Vanoni, Maurizio Piccoli)
7. Sotto il sole con il mare - 3:09 - (Giorgio Conte)
8. Perduto - 3:49 - (Ornella Vanoni / Manuel Alejandro, Ana Magdalena)
9. Tocco il fondo - 3:38 - ( Alessandro Bono / Ornella Vanoni)
10. L'inventore -  4:26 - (P. Cazzago/Ornella Vanoni, Nini Giacomelli)

## Formazione
- Ornella Vanoni – voce
- Charlie Cinelli – basso
- Alfredo Golino – batteria
- Paolo Gianolio – chitarra
- Anchise Bolchi – slide guitar, dobro
- Celso Valli – tastiera
- Riccardo Fioravanti – basso
- Lele Melotti – batteria
- Piero Gemelli – chitarra
- Fio Zanotti – fisarmonica
- Gogo Ghidelli – chitarra elettrica
- Luca Bignardi – tastiera, programmazione
- Mario Lavezzi – chitarra, cori, slide guitar
- Emanuele Ruffinengo – tastiera, programmazione
- Rudy Trevisi – percussioni, sax
- Jacopo Jacopetti – sax
- Emanuela Cortesi, Giulia Fasolino, Antonella Pepe, Lalla Francia, Renzo Meneghinello – cori